# Nilasera pirama
Nilasera pirama är en fjärilsart som beskrevs av Moore 1881. Nilasera pirama ingår i släktet Nilasera och familjen juvelvingar. Inga underarter finns listade i Catalogue of Life.